# Talmud

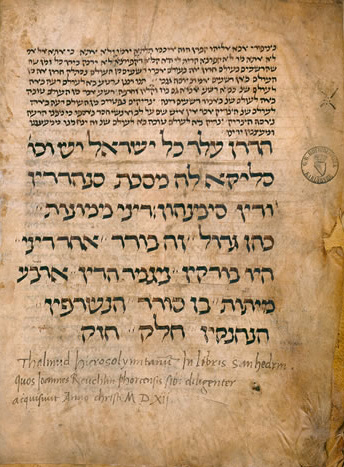

Talmud (hebreiska: תַּלְמוּד, studium, lära) är judarnas stora efterbibliska skriftsamlingar. Storleken varierar med olika utgåvor, men en fritt tillgänglig engelsk översättning från 1918 omfattar 3 225 sidor. Här finns bland annat de skriftlärdas stadgar, lagdiskussioner och skriftutläggningar. Samtliga auktoriteter som åberopas i Talmud levde före år 500 e.Kr.
Talmuds omfång är stort och tar upp flera frågor som kan dyka upp i människors liv: förhållandet till Gud och förhållandet mellan människor. Talmud är näst efter Tanach (den hebreiska bibeln) judendomens viktigaste skrift. Skriften består av Mishna samt kommentaren till denna, Gemara. Det är den viktigaste källan till judisk lag och etik.
Talmud finns i två versioner: den jerusalemitiska Talmud (Jerushalmi), också kallad den palestinska Talmud, och den babyloniska Talmud (Bavli) som är mer än tre gånger så omfattande och har kommit att dominera judendomens tradition. De två versionerna utarbetades i Babylon respektive Israel. Oftast räknar man med att den första stora samlingen, den jerusalemitiska Talmud, blev färdig under 400-talet e.Kr.

## Babyloniska Talmud
Den babyloniska Talmud sammanställdes under en period fram till slutet av 500-talet. Den babyloniska versionen är stor och innehåller omkring två miljoner ord. När verket var färdigt dröjde det inte länge innan man betraktade den babyloniska Talmud som mest auktoritativ ifall de båda utgåvorna drog olika slutsatser i juridiska frågor. Mer än hälften av den babyloniska Talmud består av berättelser, etiska betraktelser och olika allegorier. Versionen är skriven på rabbinsk hebreiska och på arameiska.
När man inom judendomen talar om att studera Toran, är det för det mesta Talmud man åsyftar men Toran ingår i Tanakh. Tora är alltså inte en del av Talmud. De lärda har ofta varit oeniga om kvinnors möjlighet att alls studera Toran och det är först på senare tid flickor har fått tillträde till Talmudstudier, även om vissa inriktningar inom judendomen tillåter detta. 
Materialet i den babyloniska Talmud handlar om förhållningssätt och bildar därför grunden för en unik referensram gentemot vardag och omvärld. Studiet av den babyloniska Talmud är själva förutsättningen för bevarandet av det säregna andliga och intellektuella liv, som är själva livsluften och förutsättningen för traditionell judendom.